# Энсор, Джеймс
Джеймс Э́нсор, Э́нзор (нидерл. James Sidney Edouard baron Ensor; 13 апреля 1860, Остенде — 19 ноября 1949, там же) — бельгийский художник, график и живописец. Наиболее известные произведения отличаются подчёркнутой экспрессивностью, ярким колоритом, гротескными образами и элементами социальной сатиры.

## Биография

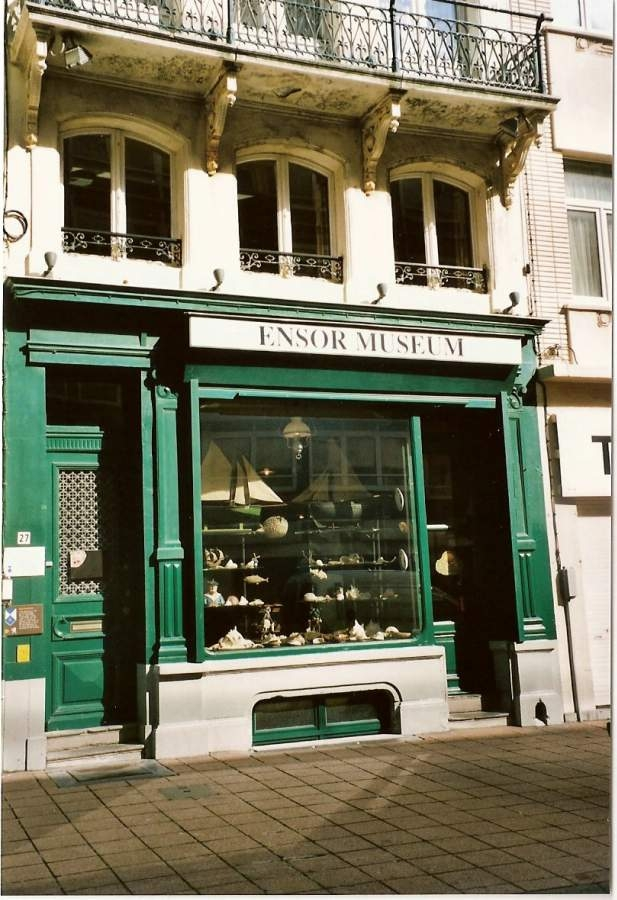
Дом Энсора в Остенде, ныне — филиал Художественного музея на море (по состоянию на 2019 год закрыт на реконструкцию)

Джеймс Энсор родился и провёл большую часть своей жизни в Остенде, спокойном бельгийском рыбацком и портовом городке. Его население во времена Энсора составляло около 16 000 человек зимой. Летом же Остенде обретал облик роскошного морского курорта, посещаемого членами бельгийской королевской семьи и представителями высшего английского общества. Отец художника, Джеймс Фредерик Энсор, происходил из богатой английской семьи. После некоторого времени проживания в США он поселился в Бельгии, где, однако, не смог реализовать себя в профессиональном плане. Он проводил свои дни в кафе и личной библиотеке, поддерживая увлечение искусством своего сына. В мелкобуржуазном Остенде отца будущего художника высмеивали как бездельника и неудачника, который к тому же пристрастился к алкоголю. Пьянство отца, по мнению многих биографов Энсора, послужило основой при написании его первой картины с масками — «Скандализированные маски» (1883).
Мать Энсора, Мария-Катарина Хегеман, происходила из небогатой семьи. Её родители были неграмотными и занимались продажей брюссельского кружева, а её брат торговал моллюсками. Мария-Катарина же вместе со своей сестрой Мими держала сувенирную лавку, где среди прочего продавались морские раковины, различная мишура, маски и карнавальные костюмы. Детство и юность Энсора прошло в женском окружении из матери, тёти, сестры и бабушки. После смерти отца в 1887 году, оставившей его единственным мужчиной в семье, Джеймс почувствовал особую ответственность за свою младшую сестру Мариетт (Митче). Магазин матери ещё в раннем возрасте сформировал у будущего художника сферу его визуальных интересов:
Я провёл детство среди сияющих, перламутрово-окрашенных раковин с плящущими мерцающими отражениями и скелетов морских чудищ и растений. Этот завораживающий мир, полный красок, эта чрезмерность отражений и преломлений превратили меня в художника, влюблённого в цвет и наслаждающегося ослепительным сиянием света.
Помимо сувенирной лавки сильное влияние на творчество Энсора оказало близлежащее море. Его цвет, запах и загадочность поражали воображение художника в юные годы. В 16 лет Энсор написал небольшую картину на картоне «Купальная кабинка». Её можно трактовать как отображение его мечты, которую он описал в письме своему другу Жюлю Дюжардену 21 год спустя:
Жить в большой купальной кабинке, выложенной изнутри перламутровыми раковинами, и спать там, убаюканному шумом моря и праздной белокурой красоткой с солёным телом.
Море пробуждало в Энсоре чувства меланхолии и тоски, которые вызывали у него, всю жизнь остававшегося неженатым, также и эротические желания. Отношения Энсора с женщинами складывались сложно. В его искусстве они изображаются, либо в образе коварных искусительниц, либо, наоборот, как возвышенные Мадонны. За всю жизнь у Энсора было лишь несколько женщин, с которыми у него сложились близкие доверительные отношения. К ним относились дочь хозяина остендской гостиницы Августа Богертс, а также Мариэтт Руссо, супруга брюссельского физика и его друга Эрнеста Руссо. Дружба с Августой растянулась на долгие годы, а Мариэтт вызывала у него восхищение, хотя та и держала его на некотором расстоянии от себя.
У Энсора не было больших способностей к учёбе, но в нём проявился талант художника, который поощрялся его отцом. Он направил сына, когда тому было всего 11 лет, на обучение у местных художников — Эдуарда Дюбара (1803—1879) и Мишеля ван Кёйка. В возрасте 16 лет Энсор поступил в Остендерскую академию, а год спустя — в Королевскую академию изящных искусств в Брюсселе. Спустя два года он бросил учёбу там, разочаровавшись сухостью преподавания, саму академию Энсор назвал «заведением для полуслепых». Тем не менее годы, проведённые в Брюсселе, стали единственным продолжительным периодом в его жизни вне пределов Остенде. Они же сыграли и определяющую роль в его становлении. В Академии он подружился с Вилли Финчем, Фернаном Кнопфом и Тео Хэнноном. Благодаря последнему Энсор познакомился с Эрнестом Руссо, профессором Брюссельского свободного университета. В его доме, где властвовала его жена Мариэтт, бывшая на 19 лет моложе супруга, любили собираться представители брюссельского авангарда. Предметами их обсуждений становились политические новости, а также социалистические или анархистские идеи о переустройстве общества. Энсор разделял увлечение Эрнеста Руссо-младшего, сына профессора, шумными играми и экстравагантными переодеваниями.
Помимо получения академического образования, Энсор также продолжал самостоятельно обучаться живописи, создавая морские пейзажи и произведения на религиозную тему. По его словам он отдавал искусству целые дни: рисуя утром, днём изучая композицию, по вечерам снова рисуя, а ночью зарисовывая свои сны. В музеях Брюсселя Энсор изучал работы художников, совершенно не похожих друг на друга, таких, например, как Рубенс и Босх, Делакруа и Энгр. В литературе он отдавал предпочтение произведениям По, Бальзака, Гейне, Бодлера, Сервантеса и Рабле, в которых он находил отражение своих собственных представлений и мечтаний.
Вернувшись в Остенде, Энсор организовал мастерскую на чердаке сувенирной лавки своей матери, располагавшейся на углу улицы Фландр и бульвара Ван Изегем. Из него открывался живописный вид на равнины Фландрии и крыши города. Именно в этой мастерской Энсор создал все свои самые важные картины, написанные до начала XX века, в том числе и масштабное полотно 1888—1889 годов «Вход Господень в Брюссель в 1889 году». По словам Жана Стево, из-за довольно низкого потолка в мастерской полотно, прикреплённое к стене, частично лежало на полу. Энсору приходилось работать над ним, иногда стоя на коленях, иногда на стуле. Нижнюю часть картину иногда топтали, а само полотно страдало от случавшихся протеканий крыши.
В роли первых моделей для Энсора выступали члены его семьи, в чьих портретах прослеживались существовавшие проблемы в семейных отношениях. Других героев для своих картин художник искал среди рыбаков. При этом его интересовала, прежде всего, типичность изображаемого им, а не его личностные особенности. Вернувшись в Остенде, Энсор продолжал поддерживать связь со своими новыми друзьями из Брюсселя.
В 1881 году Энсор впервые выставил свои работы, сделав это в составе бельгийской авангардной группы «La Chrysalide» («Хризалида») в Брюсселе. В следующем году его работы были представлены на Парижском салоне вместе с брюссельским художественным объединением «L’Essor» («Расцвет»), но там его картины один из критиков обозвал «отбросами». Его полотно «Любительница устриц», представляющий собой портрет сестры художника, был в 1882 году отвергнут Антверпенским салоном, а спустя год и объединением «L’Essor» по причине нестандартной композиции. Эти неудачи привели к тому, что когда в 1883 году была создана художественная группа «Общество XX» (сокращённо «Les XX»), в которую, среди прочих, входили Кнопф, Финч и Тео ван Рейссельберге, к ней присоединился и Энсор. Группа объединила бельгийских художников и скульпторов, приверженных идеалам прогрессивности. При этом у них зачастую были совершенно разные представления о том, какими средствами достигать этих идеалов.
Состоял членом антверпенского объединения «Современное искусство». В 1929 году после первой большой ретроспективной выставки в Брюсселе получил титул барона.

## Творчество

Дж. Энсор. Вход Господень в Брюссель в 1889 году. 1888

В юности Энсор испытал влияние Рембрандта и Рубенса, а позднее — французского импрессионизма.
В 1883 году он отказался от импрессионистской манеры и бытовых сюжетов. Переход к символическим сюжетам вызвал непонимание современников. Талантливый одиночка запомнился своими эксцентричными, выразительными образами (черепа, скелеты, автопортреты, маски, страдающий Христос), большинство из которых берёт начало в его детских воспоминаниях о товарах в сувенирной лавке родителей. Лучшие работы созданы между 1885 и 1891 годами (позже он пытался повторить самого себя). Одно из самых известных произведений художника, представляющее собой «зловещую пародию на человечество», — «Вход Господень в Брюссель в 1889 году» — вызвало негодование современников и привело к исключению Энсора из «Общества XX».
Признание к Энсору пришло поздно. Он оказал влияние на становление экспрессионизма; его называют предтечей сюрреализма и современного фантастического искусства. Поклонником его творчества был С. М. Эйзенштейн, любивший «его гротескные офорты, где скелеты и люди свиваются в самые фантастические узоры, продолжая на пороге XX века традиции этих затейливых и странных фламандских предков типа Иеронимуса Босха».
Энсор больше известен как живописец, однако продолжает расти интерес к его офортам. Графика Энсора отличается превосходными рисунками и печатью.
Изображён на бельгийской почтовой марке 1974 года. Коллекция писем художника хранится в архиве современного искусства Королевского музея изящных искусств в Брюсселе. Работы Энсора из собраний бельгийских музеев можно увидеть в Виртуальном музее Джеймса Энсора.
Выставка около 120 работ Энсора состоялась в 2009 году в Нью-Йоркском музее современного искусства, а затем в Музее Орсе в период с октября 2009 года по февраль 2010 года.

## Отсылки в массовой культуре

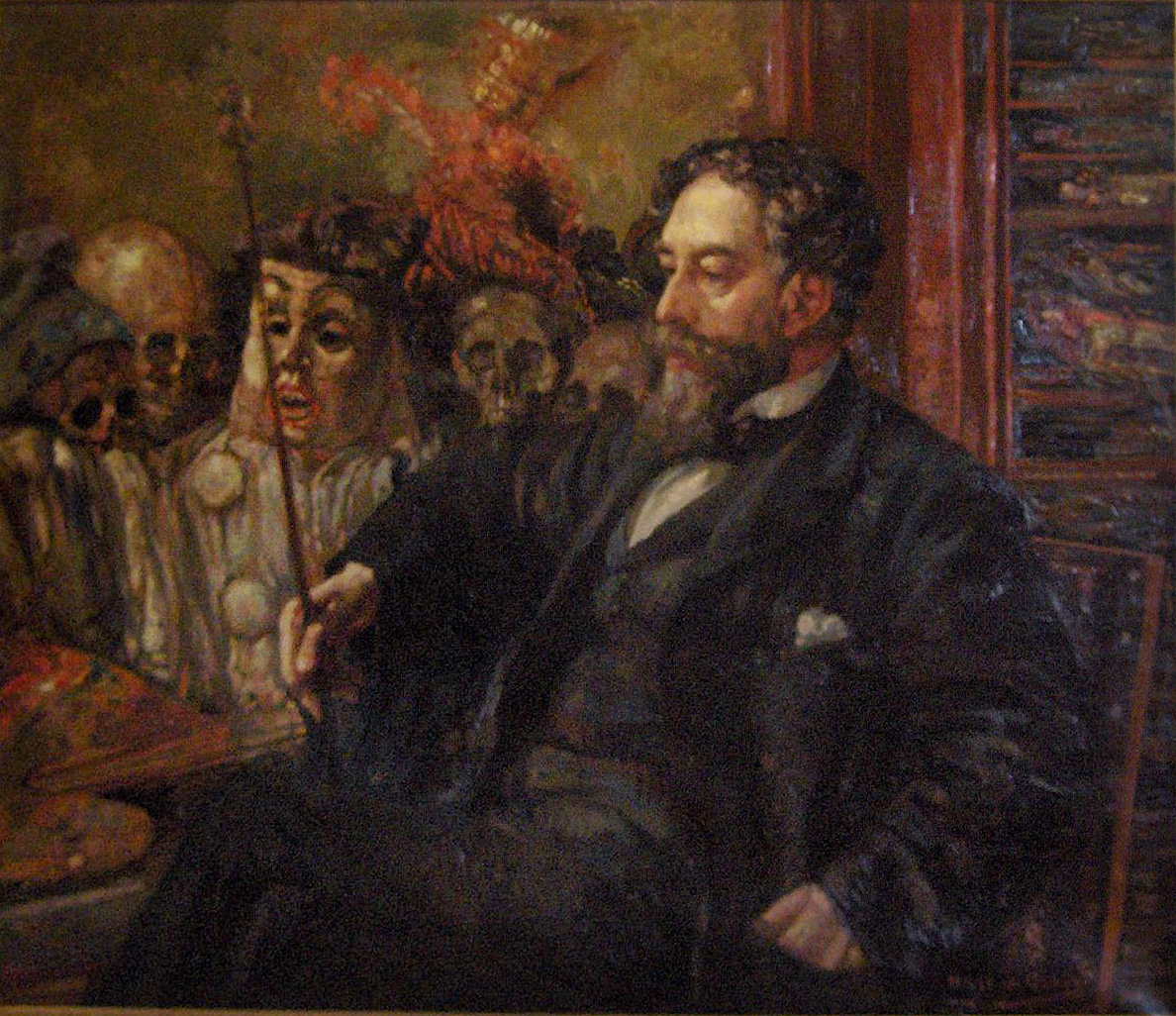
Анри де Гру. Портрет Энсора

- Энсор высоко ценится современными художниками[25] и артистами: он послужил героем песни «Meet James Ensor», записанной в 1994 году альтернативным рок-дуэтом «They Might Be Giants».
- Бельгийский фильм «Camping Cosmos» 1996 года был вдохновлён рисунками Джеймса Энсора, такими как «Карнавал на пляже» (1887), «Смерть, избивающая человеческое стадо» (1896) и «Фантастический танец» (1889).
- В фильме «Хэллоуин» (1978) в спальне главного героя висит плакат с картиной Джеймса Энсора «Автопортрет в шляпе с цветами» (Self-Portrait with Flowered Hat)(1883).
- В фильме «Манхэттен» (1979) персонаж актёра Майкла Мёрфи Йейл Поллак также вешает плакат Джеймса Энсора в своей комнате.
- Картина «Муж скорбей» (Varón de Dolores) появляется в фильме «Олдбой» (2003).
- Именем художника назван астероид 2819 «Джеймс Энсор», открытый 20 октября 1933 года астрономами Королевской обсерватории Бельгии.